# Мастиа
Мастиа (или Массиа де Тарсис) – название древнеиберийской народности, принадлежащей к тартессийскому союзу, расположенному на юго-востоке Испании. Это название традиционно связывают с городом Картахена, главным образом, начиная с проведённого в начале XX века немецким учёным Адольфом Шультеном анализа классических источников.                                      
Так, первое описание города Мастиа появляется в работе римского поэта IV века до н. э. Руфа Феста Авиена, названной «Ора маритима», хотя для её редактирования Авиен предположительно пользовался более древними источниками, такими как возможное описание дальнего путешествия жителя Мастии VI века до н. э. Вот что говорит описание Авиена:

…Затем находится порт Намнатио, что от моря открывает свой изгиб близ города массиенян. И в глубине морского залива поднимаются высокие стены града Массии.

Однако, окончательных сведений, что данный текст относится к городу Картахена, нет, хотя, из контекста и остальных описаний географических рельефов, встречающихся до и после данной строфы, кажется, что он может относиться к Мастии. Некоторые исследователи помещали Мастию ближе к Масаррону или в древний город Картейа (Кадиз), расположенный в глубине бухты Алхесирас. 
Упоминание о Мастии есть так же в договоре от 348 года до н.э. между Римом и Карфагеном, как о “Mαστıα Tαρσεıov” (Мастиа Тартесская), которая обозначала предел, которого достиг Рим на Иберийском полуострове.
Согласно Гекатею Милетскому, некоторые города зависели или были под  влиянием Мастии, им упоминаются:
- Сиксос Мастийский. Единственный, который с определённой уверенностью может быть идентифицирован. Речь идёт о существующем некогда Секси (ныне — Альмуньекар).
- Маниобора Мастийская.
- Молибдин Мастийский.
- Сиалис Мастийский.

Рудники, рыбалка и пригодные для возделывания земли были причиной тому, что королевство Тартессов сделало Мастию зоной своего влияния.

## Основание Карт Хадашта
Первое точное свидетельство существования Картахены относится к основанию около 227 года до н. э. карфагенским полководцем Гасдрубалом, зятем Гамилькара Барки, города Карт Хадашт («Новый Город»), главной колонии карфагенян в Иберии. Тартесская культура подверглась сильному влиянию пунической культуры, так предполагается, что Гасдрубал просто возвёл и укрепил свой город на существовавшей тартессийской Мастии.
Археологические раскопки иберийского и карфагенского слоёв – вопрос очень сложный для Картахены, так как они скрыты построенным уже поверх римским Новым Карфагеном.